# Mar Siberiano Oriental

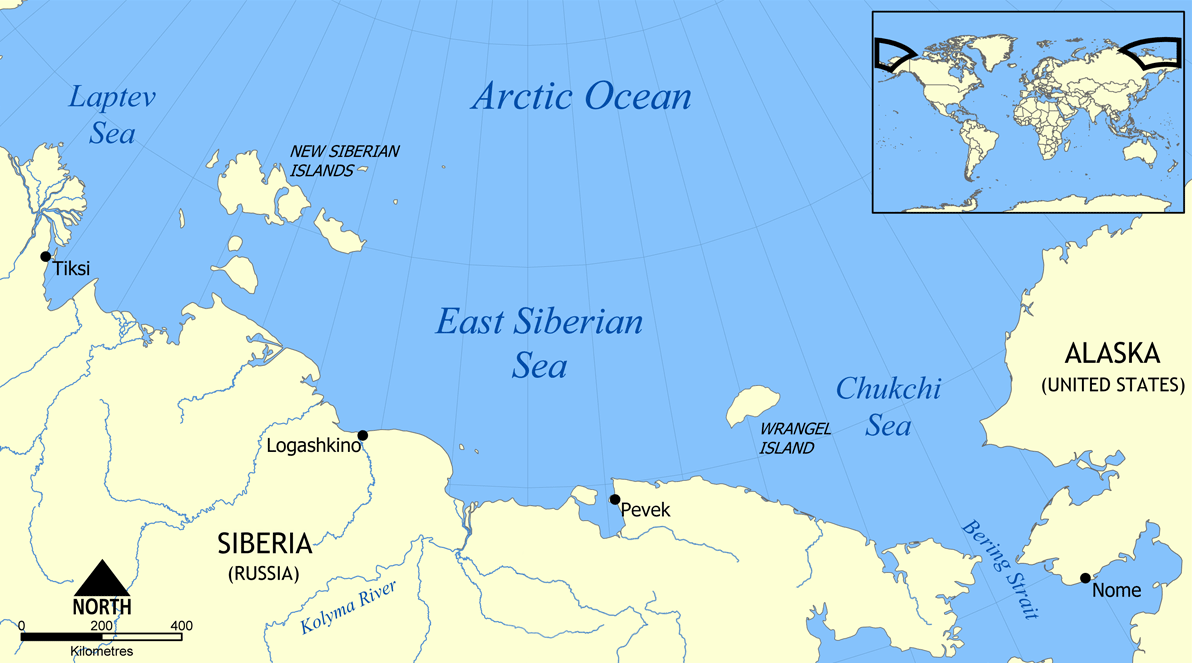
Localização do mar Siberiano Oriental

O Mar Siberiano Oriental é um mar do Oceano Ártico. Esta situado entre o cabo Ártico ao norte, a costa de Sibéria ao sul, as ilhas da Nova Sibéria a oeste e a Ilha de Wrangel ao leste, estando ligado com o mar de Laptev e o mar de Chukchi. O Mar da Sibéria Oriental, ou Mar Siberiano do Leste, fica à margem do oceano Ártico. 
Possui 936 000 km² de área, que a maior parte do ano fica coberta de gelo. 70% do mar tem uma profundidade menor que 50m, sendo que o ponto mais profundo chega a 155m. Durante o inverno fica coberto de gelo consistente nas proximidades da costa, porém seu índice de formação de gelo é menor do que de outros mares do Ártico, como o mar de Laptev. 
A costa é principalmente plana no oeste (até o encontro com o rio Kolyma), e montanhosa no leste. 
No mar situam-se as ilhas da Nova Sibéria, um arquipélago com uma área de aproximadamente 28200 km². Seu principal porto é Pevek.
A hidrografia do mar da Sibéria Oriental é influenciada pelos rios Kolyma e Indigirka, bem como pelas águas provenientes do oeste do mar de Laptev.
A temperatura média fica entre 0 °C e 2 °C (4 °C no sul) no verão, alcançando -30 °C ou menos no inverno.